# براغادوتشيو (ميزوري)
براغادوتشيو (بالإنجليزية: Braggadocio)‏ هي إحدى المجتمعات الفردية (غير مصنفة) في ولاية ميزوري في الولايات المتحدة الأمريكية.